# 侯保
侯保（？—1420年），京師真定府趙州贊皇縣（今河北省贊皇縣）人，明朝政治人物。
侯保出身國子監生，后歷任襄城、贛榆、博興三縣知縣。明朝攻佔安南后，在交趾設縣，其任交州府知府，后升爲右參政。永樂十八年，黎利謀反，其以黃江要害築堡守衛，后力拒數月后出戰而亡。